# Kaspar Leuw
Kaspar Leuw (Stans, 8 settembre 1575 – Stans, 5 aprile 1654) è stato un condottiero e politico svizzero.

## Biografia
Figlio di Nikolaus Leuw e fratello di Johann Leuw, cominciò la sua carriera politica come cancelliere cantonale di Nidvaldo dal 1600 al 1606. Successivamente prestò servizio da mercenario con il ruolo di capitano per il Ducato di Milano nel 1907 e il Ducato di Mantova nel 1618. Tornato a Nidvaldo, divenne capitano generale dal 1620 al 1635, Vicelandamano dal 1621 al 1627 e infine Landamano per sette volte tra il 1627 e il 1650. Di religione cattolica, nel 1624 compì una missione presso papa Urbano VIII e nel 1635 divenne capitano generale di Untervaldo.
Fu proprietario dal 1600 al 1602 della Rosenburg a Stans, e nel 1602, sempre a Stans, costruì la casa in pietra di famiglia, poi distrutta nel 1798. Fu anche committente e principale promotore, nel 1618, del convento femminile di Santa Chiara, e fece costruire la nuova chiesa parrocchiale di Stans tra il 1641 e il 1647.